# Gomphosus varius
Espèce
Statut de conservation UICN

 LC  : Préoccupation mineure
Gomphosus varius, communément nommé labre oiseau, est une espèce de poissons marins de la famille des labres.

## Description
Le labre oiseau est un poisson de taille moyenne pouvant atteindre une longueur maximale de 30 cm. Ce labre se caractérise à l'âge adulte par son long museau et sa manière de nager par à-coups en battant ses nageoires pectorales, rappelant ainsi un oiseau virevoltant autour de branchages. Son corps est longiligne et compressé latéralement avec une queue tronquée. Les individus juvéniles ne sont pas aisés à identifier car ils ne possèdent pas encore le long museau. Gomphosus varius peut être confondu avec son proche parent Gomphosus caeruleus dont il diffère par sa livrée et son aire de répartition géographique.
À l'instar de nombreux membres de la famille des Labridae, cette espèce évolue au cours de sa vie et opère un changement de sexe et donc également de livrée. Cette dernière, quel que soit le stade d'évolution du sujet observé, est également variable en intensité selon les individus.
- La femelle possède une livrée plus terne que celle du mâle et une taille plus réduite. La moitié antérieure ou le premier tiers du corps est de teinte claire : ventre et "gorge" blanc nacré, les écailles des flancs sont grisâtres et bordées d'un liseré sombre, la partie supérieure du "bec" est orangé, un trait fin longitudinal brun traverse l’œil, les nageoires pectorales sont translucides. Le reste du corps est brun à noir, la nageoire caudale peut avoir une bande blanche verticale, plus ou moins large, bordant son extrémité.
- Le mâle a une livrée plus uniforme que celle de la femelle, la couleur dominante pour l'ensemble du corps est verdâtre dont l'intensité varie d'un individu à l'autre mais également selon sa maturité et s'il est en période d'accouplement[6]. La tête peut aussi avoir une teinte bleuâtre sombre. Une tache jaunâtre à vert plus clair que les flancs surmonte l'épaule de la nageoire pectorale.

## Distribution & habitat
Le labre oiseau est présent dans les eaux tropicales et subtropicales du bassin Indo-Pacifique avec toutefois une répartition débutant uniquement dans la partie orientale de l'océan Indien et jusqu'aux îles océaniques de l'océan Pacifique, l'archipel d'Hawaï inclus.
Il affectionne les zones récifales riches en corail dur des lagons aux pentes externes.

## Biologie
Le labre oiseau a une activité diurne, il est généralement solitaire mais peut être parfois observé en petit groupe.
Ce labre est carnivore et son régime alimentaire est essentiellement basé sur l'absorption de petits crustacés benthiques capturés dans les coraux, mais il peut aussi se nourrir d'ophiures, de mollusques ou de petits poissons.
Durant son existence, le labre oiseau subit une métamorphose sexuelle correspondant à un hermaphrodisme successif de type protogyne. Ce qui signifie que les individus juvéniles sont d’abord femelles puis mâles.